# Ердаль Ракіп
Ердаль Ракіп (швед. Erdal Rakip, нар. 13 лютого 1996) — шведський і македонський футболіст, півзахисник клубу «Антальяспор».
Дворазовий чемпіон Швеції.

## Клубна кар'єра
Вихованець футбольної школи клубу «Мальме». Дорослу футбольну кар'єру розпочав 2013 року в основній команді того ж клубу, кольори якої захищає й донині.

## Виступи за збірні
2011 року дебютував у складі юнацької збірної Швеції, взяв участь у 29 іграх на юнацькому рівні, відзначившись 3 забитими голами.

## Титули і досягнення
- Чемпіон Швеції (6):

«Мальме»: 2013, 2014, 2016, 2017, 2020, 2021
- Володар Суперкубка Швеції (2):

«Мальме»: 2013, 2014
- Володар Кубка Швеції (1):

«Мальме»: 2021-22